# هاینان ایرلاینز

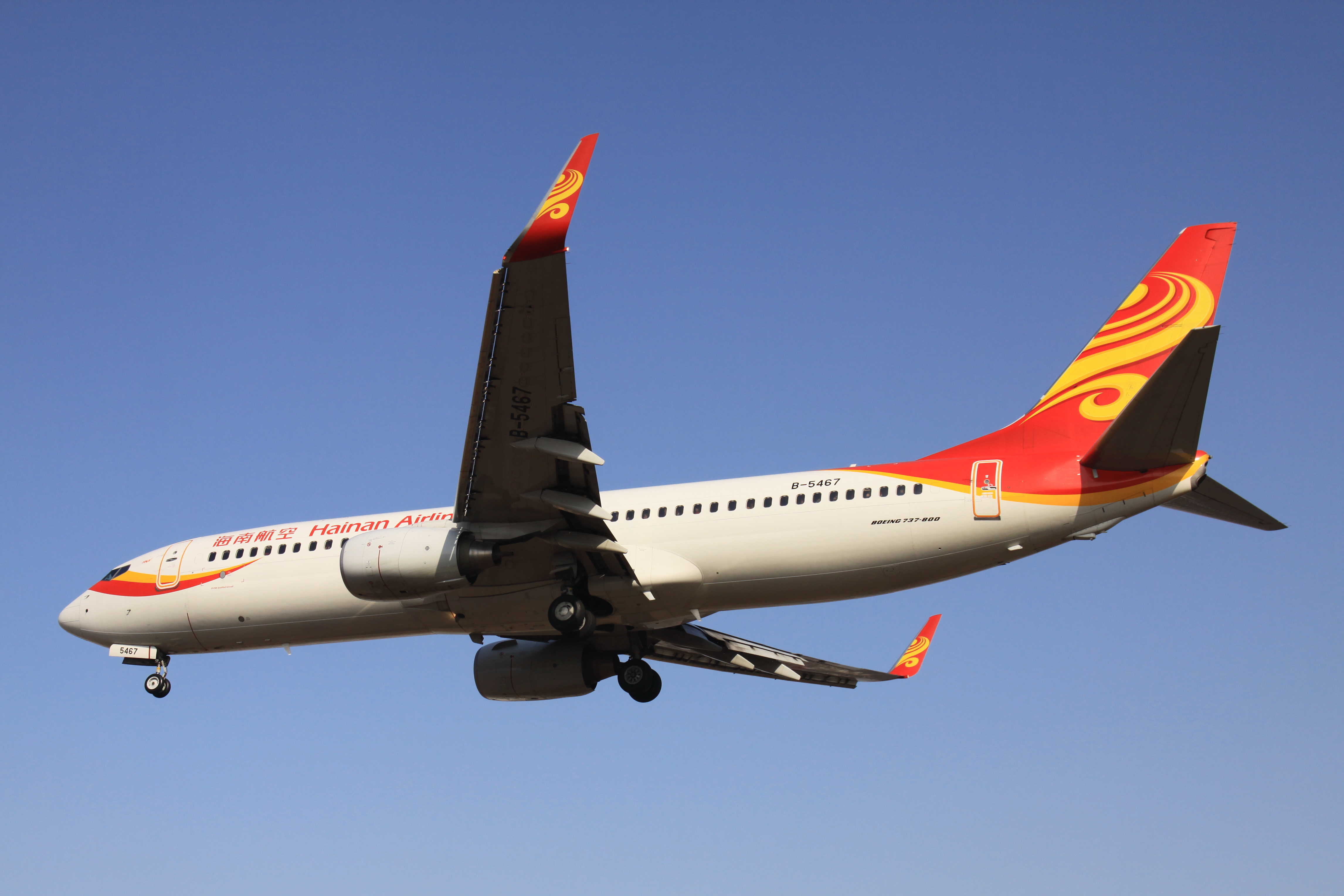
هواپیمای بوئینگ ۷۳۷ متعلق به هاینان ایرلاینز

هاینان ایرلاینز (به انگلیسی: Hainan Airlines) شرکت هواپیمایی چینی است، که هم‌اکنون به‌عنوان چهارمین خطوط هواپیمایی جمهوری خلق چین، بر پایه اندازه ناوگان، شناخته می‌شود.
شرکت هاینان ایرلاینز در سال ۱۹۸۹ تأسیس شد و در حال حاضر روزانه به ۹۰ مقصد در قاره آمریکا، اروپا، آسیا و آفریقا پروازهای مستقیم دارد. 
دفتر مرکزی این شرکت در شهر هاینان، جمهوری خلق چین قرار دارد و فرودگاه بین‌المللی پکن و فرودگاه بین‌المللی هایکو میلان، قطب‌های این شرکت هواپیمایی به‌شمار می‌آیند. هاینان ایرلاینز در حال حاضر در ناوگان هوایی خود، دارای ۱۲۹ فروند هواپیمای جت مسافربری می‌باشد. سهام این شرکت (بورس شانگهای: 600221) در بازار بورس شانگهای مبادله می‌شود.
هواپیمایی هاینان دارای چندین شرکت تابعه و زیرمجموعه می‌باشد، که ۱۲ شرکت هواپیمایی، ۴۷ هتل، ۱۳ شرکت خدمات مالی، ۵ شرکت کشتیرانی، ۱۱ فرودگاه و ۲ شرکت خرده‌فروشی را در بر می‌گیرد.